# الثعبان والتمساح والكلب (رواية)
الثعبان والتمساح والكلب هي الرواية السابعة في سلسلة روايات تاريخية غامضة، كتبها إليزابيث بيترز، تضم عالمة آثار الخيالية والباحثة أميليا بيبودي [الإنجليزية]. نشر الكتاب لأول مرة في عام 1992. والتي تدور أحداثه في صيف عام 1898 في إنجلترا وموسم التنقيب الأثري 1898-1899 في مصر.

## العنوان
يشير العنوان إلى قصة خيالية مصرية تعمل أميليا على ترجمتها، تسمى "الأمير الملعون"، والتي تدور حول مقتل أمير شاب من أحد الحيوانات الثلاثة المذكورة.

## الجوائز
رُشحت الرواية لجائزة أجاثا كأفضل رواية لعام 1992.